# Gollum
Gollum — рід акул родини Псевдокунячі акули. Має 3 види, з яких 1 ще немає наукового опису. Отримав назву на честь Голлума — персонажа фантазійного твору «Володар перснів». Інша назва «гладенька собача акула».

## Опис
Загальна довжина представників цього роду коливається від 58 см до 1,07 м. Голова дуже довга. Морда пласка, за формою нагадує вузький клин. Очі великі, з мигальною перетинкою. Носові клапани не досягають рота. Губна борозна коротка. Рот має V-подібну форму. Зуби дуже маленькі, з гострими верхівками, по краях щелеп зуби гребенеподібні. На нижній щелепі кількість зубів більша ніж на верхній. Тулуб стрункий, навіть тонкий. Грудні плавці широкі, трикутної форми. Мають 2 спинних плавця майже однакового розміру. Перший розташовано позаду грудних плавців, задній спинний плавець — навпроти анального. Черевні та анальний плавці відносно невеликі. Хвостовий плавець вузький та короткий, становить 1/6 довжини усього тіла. Він гетероцеркальний, верхня лопать дуже розвинена, а нижня атрофована.
Забарвлення спини та боків світло-коричневе. Черево має білуватий колір.

## Спосіб життя
Тримаються на глибинах від 120 до 730 м, підводних утворень. Полюють біля дна, це бентофаги. Живляться дрібною рибою, молюсками, ракоподібними, морськими черв'яками.
Це яйцеживородні акули. Самиці народжують 1-2 акуленят.

## Розповсюдження
Мешкають окремим ареалами у Тихому океані: біля Нової Зеландії, морі Сулу біля Філіппін. за деякими відомостями є біля Нової Каледонії.

## Види
- Gollum attenuatus  (Garrick, 1954)
- Gollum suluensis  Last & Gaudiano, 2011
- Gollum sp.B — Білоплямиста гладенька собача акула (немає наукового опису).